# Katarina Radivojević
Katarina Radivojević (serbi: Катарина Радивојевић)  (Belgrad, 29 de març de 1979) és una actriu sèrbia. És coneguda pels seus papers en pel·lícules com Zona Zamfirova (2002), Morphia i Tears for sale, ambdues del 2008. El 2009 Katarina Radivojević va ser la protagonista de l'espectacle off-Broadway Painkillers, dirigit per Sanja Beštić al Theatre Row de Times Square.